# Botyodes brachytorna
Botyodes brachytorna là một loài bướm đêm trong họ Crambidae.